# Nagarpur Upazila

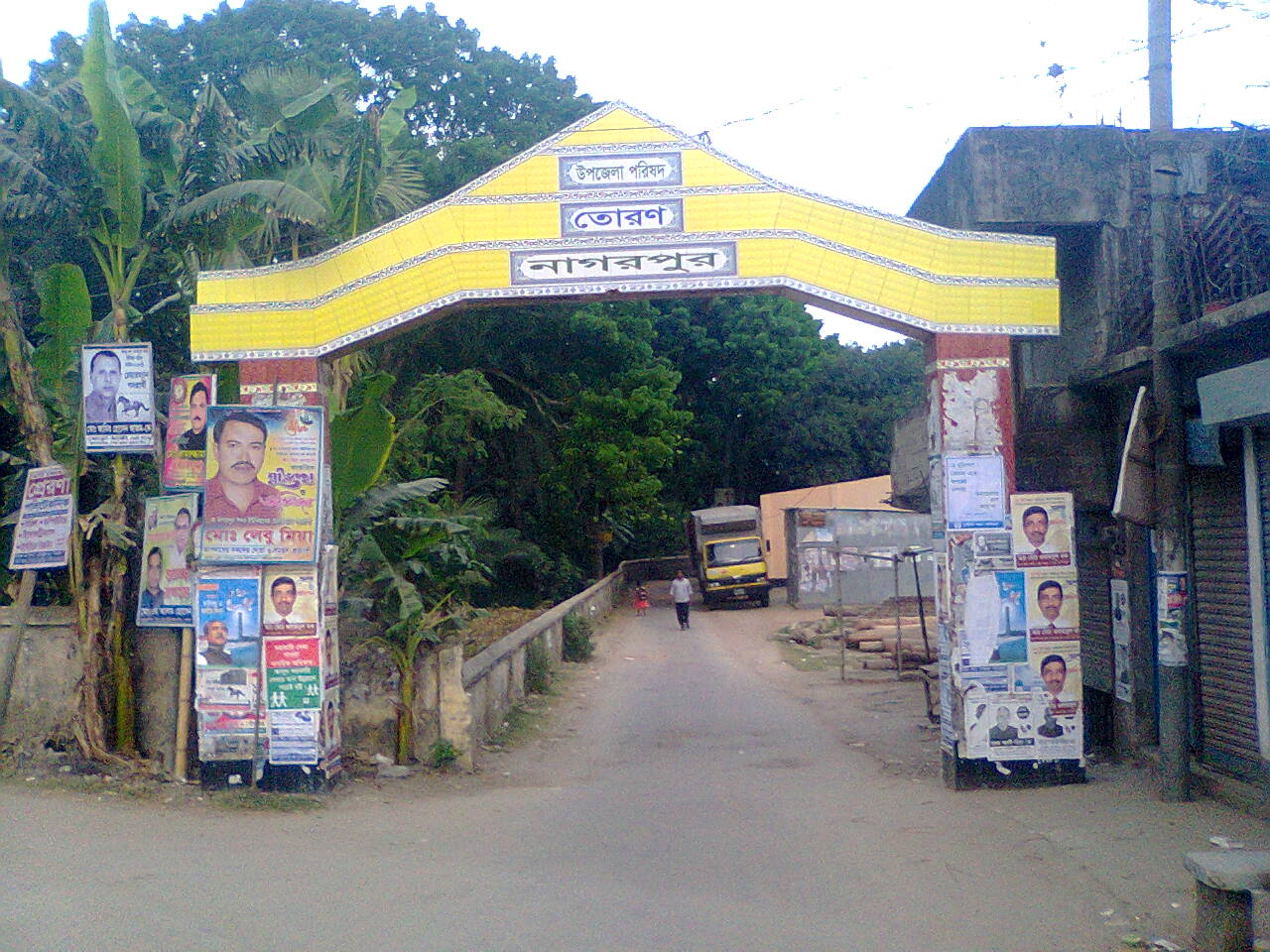
Nagarpur Upazila

Nagarpur (bengalisch নাগরপুর) ist ein Upazila im Distrikt Tangail in der Division Dhaka von Bangladesch. Nagarpur Thana wurde 1905 gegründet und 1983 zu einem Upazila gemacht.

## Geographie
Die Verwaltungseinheit liegt am linken (Ost)-Ufer des Brahmaputra, welcher in dem Gebiet von Norden nach Süden verläuft. Die Einheit ist die südlichste im Distrikt Tangail und wird im Osten begrenzt vom Fluss Dhaleshwari und im Süden teilweise vom Kaliganga. Das Gebiet umfasst 266,7 km² es grenzt an die Upazilas Tangail Sadar Upazila (N), Delduar Upazila (NO) und Mirzapur Upazila (O) in Tangail und im Süden an den Distrikt Manikganj. Die Verwaltungseinheit ist unterteilt in die zwölf Kommunen (Union parishad) Bhara, Sahabatpur, Gayhata, Mamudnagar, Mokhna, Pakutia, Nargapur, Bhadra, Salimabad, Dhubaria und Duptiair.  Die Union Parishads sind unterteilt in 212 Mauzas und 245 Dörfer.
Die wichtigste Straße ist die R506, welche das Gebiet von Norden, von Tangail kommend, nach Süden durchzieht.

### Demographie
2011 hatte Nagarpur 288.092 Einwohner. Es gibt insgesamt 66.523 Haushalte. Die Stadt Nagarpur selbst umfasst ein Gebiet von 4,68 km² und hatte 13.110 Einwohner; die Einwohnerdichte lag somit bei 2801 P/km².

## Bildung
Nagarpur hat eine Literalisierungsrate von 42,7 % (Männer 46,3 %, Frauen 39,6 %).